# Arcticfox
Arcticfox — научно-фантастический танковый симулятор, разработанный Dynamix и опубликованный Electronic Arts в 1986 году. В Европе игра была опубликована Ariolasoft. Игра является продолжением выпущенной Dynamix игры Stellar 7. Arcticfox изначально разрабатывался для Amiga. Планировалось, что это будет одна из первых игр на данной платформе. Однако игра была быстро портирована на другие платформы, в том числе Atari ST, Commodore 64, ZX Spectrum, DOS и Apple IIe. Игра стала одной из первых, включающих 3-D графику с видом от первого лица и считается одним из первых представителей жанра FPS.
Третья игра серии была выпущена в 1991 году под названием Nova 9: Return of Gir Draxon. Команда разработчиков Arcticfox' также выпустила игры The Incredible Machine и Red Baron.
Действие игры происходит в 2005 году. Пришельцы захватили Антарктиду и пытаются украсть кислород атмосферы Земли. Игрок должен уничтожить захватчиков, используя новый супертанк Arcticfox.

## Игровой процесс
Игрок должен управлять танком, продвигаясь по ряду уровней. Задачей является уничтожение главной коммуникационной антенны пришельцев. Танк игрока может прыгать, зарываться в снег и стрелять из кислородной пушки, уничтожая корабли и оборудование пришельцев. Танк оборудован пушкой, ракетами и минами, а также радаром, GPS-приёмником. Может использоваться передний или задний обзорный экран. Игрок должен уничтожать вражеские самолёты, танки, бункеры и башни связи.
Игрок наблюдает мир из кабины танка Arcticfox. На экране присутствует основной обзорный экран, а также радиолокатор. На экране также показана рука водителя танка, управляющая джойстиком, движения которой соответствуют действиям игрока. Враги появляются на радаре и на обзорном экране.
Необычной особенностью Arcticfox является использование трёхмерного вида от первого лица. Помимо возможности видеть руку персонажа, управляющего танком (только в версии для Amiga), вид ландшафта зависит от положения танка. Если танк едет по наклонной плоскости, ландшафт также накреняется. Такое динамичное изменение точки обзора для домашних компьютеров того времени было революционным.

## Восприятие
В 1996 году журнал Computer Gaming World назвал версию игры для Amiga 138-й лучшей игрой всех времён, назвав её «трёхмерным полигональным шутером в зачаточном состоянии». Обозреватели журнала Crash негативно оценили версию игры для ZX Spectrum, присвоив ей общую оценку 41 %.